# Grand Ages: Rome
Grand Ages: Rome  (раніше відома як Imperium Romanum 2) — відеогра в жанрах симулятор містобудування і стратегія у реальному часі, розроблена Haemimont Games і видана Kalypso Media. Гра вийшла в Європі 6 березня, в Північній Америці — 17 березня і в Австралії 19 березня 2009 року. Вона є сиквелом до відеогри Imperium Romanum.